# Dunjkovec
Dunjkovec (mađarski Dúshely) je naselje u općini Nedelišće. 
Prvi pisani dokument u kojem se spominje ime Dunjkovec potječe iz 1259. godine. Kroz Dunjkovec prolazi najstarija željeznička pruga u Republici Hrvatskoj, puštena u promet 28. lipnja 1860., koja je ujedno i jedna od najstarijih željezničkih pruga u ovom dijelu Europe. U Dunjkovcu živi (prema popisu iz 2011.) 967 stanovnika u oko 220 obitelji. U selu se nalaze područna škola Dunjkovec, kapela sv. Josipa i vatrogasni dom.

## Stanovništvo
| broj stanovnika | 105   |       |       |       | 279   | 346   | 365   | 429   | 524   | 564   | 653   | 728   | 800   | 850   | 912   | 967   | 860   |
|                 | 1857. | 1869. | 1880. | 1890. | 1900. | 1910. | 1921. | 1931. | 1948. | 1953. | 1961. | 1971. | 1981. | 1991. | 2001. | 2011. | 2021. |